# Вортегем-Петегем
Вортегем-Петегем (на нидерландски: Wortegem-Petegem) е селище в Северна Белгия, окръг Ауденарде на провинция Източна Фландрия. Населението му е около 6000 души (2006).